# Пушкін Олександр Анатолійович (правознавець)
Олександр Анатолійович Пушкін (21 травня 1925, село Кузнецово, Вологодська губернія — 26 або 29 червня 1997, Харків, Україна) — радянський та український вчений-правознавець, доктор юридичних наук (1966), професор (1968). Фахівець у галузі цивільного права, учасник розробки низки кодексів Української РСР і України.
Завідував кафедрами в Харківському юридичному інституті, Харковому інституті громадського харчування і Харківському університеті внутрішніх справ. Заслужений юрист України (1994) і лауреат Державної премії Української РСР в галузі науки і техніки (1981). Учасник Німецько-радянської війни.

## Життєпис
Олександр Пушкін народився 21 травня 1925 року селі Кузнецово Вологодської губернії. У січні 1943 року після закінчення школи, Пушкін був призваний до лав Червоної Армії. Потім навчався в 3-му Куйбишевському піхотному училищі, після закінчення якого, з червня 1944 року служив у повітряно-десантних військах, воював на Карельському і 4-му Українському фронтах, брав участь у звільнення Білорусі та України. Дослужився до звання старшини. Проявив себе під час боїв за населений пункт Алшо, коли він разом з групою з чотирьох бійців знищили обслугу 75 мм гармати та 17 солдат супротивника, за що був нагороджений орденом Червоної Зірки. Станом на 1984 рік був членом КПРС.
У 1945 році Олександр Анатолійович вступив до Харківського юридичного інституту, і закінчивши його з відзнакою в 1949 році вступив до нього ж на аспірантуру. У 1952 році під науковим керівництвом професора С. Й. Вільнянського захистив дисертацію на здобуття наукового ступеня кандидата юридичних наук на тему «Правове становище державного промислового підприємства». Наступного року почав працювати в ХЮІ, де послідовно обіймав посади старшого викладача, доцента і професора на кафедрі цивільного права. Також був заступником декана факультету.
В кінці 1950-х — початку 1980-х рокіх активно займався нормотворчою діяльністю. У 1958 році як член урядової групи Української РСР взяв участь у роботі комісій з режимів відкритого моря і по континентальному шельфу, які працювали в рамках Женевської дипломатичної конференції з кодифікації міжнародного морського права. Олександр Пушкін став одним з творців Цивільного кодексу Української РСР (1963), Кодексу про шлюб і сім'ю Української РСР (1969) і Житлового кодексу Української РСР (1983). У 1964 (за іншими даними в 1965 або 1966) році Пушкін захистив дисертацію на здобуття наукового ступеня доктора юридичних наук за темою «Правові форми управління промисловістю в СРСР». Його офіційними опонентами на захисті даної роботи стали професори С. М. Братусь, Г. К. Матвєєв і Р. Й. Халфіна. У 1966 році йому було присуджено відповідний науковий ступінь, а ще через два роки — вчене звання професора. У 1968 році обійняв посаду завідувача кафедри цивільного права ХЮІ, на якій залишався аж до 1985 року. Також керував студентським науковим гуртком при кафедрі цивільного права.
Потім, до 1990 року обіймав аналогічну посаду на кафедрі радянського права в Харківському інституті громадського харчування. Після того як він пішов з цього вишу, працював завідувачем лабораторії правових досліджень в московському Науково-дослідному інституті економіки торгівлі, а у 1991 році став працювати в харківському Інституті інтелектуальної власності Міжнародного центру наукової культури «Всесвітня лабораторія». У травні 1992 року почав працювати в Харківському інституті внутрішніх справ (з 1994 року — університет), до 1993 року він керував кафедрою цивільноправових дисциплін на посаді її начальника, а потім, до кінця свого життя року був професором цієї кафедри. Працюючи в цьому виші, мав спеціальне звання полковника міліції (станом на 1994 рік). З 16 листопада 1995 року і до останніх днів свого життя він був науковим координатором робочої групи, яка займалася розробкою проєкту Цивільного кодексу України.
Олександр Анатолійович Пушкін помер 29 (за іншими даними 26) червня 1997 року в Харкові.
У Харківському національному університеті внутрішніх справ щорічно проходить конференція з проблем цивільного права і процесу, присвячена пам'яті Олександра Анатолійовича Пушкіна.

## Особистість
Перший ректор Харківського національного університету внутрішніх справ (ХНУВС) О. М. Бандурка відзначав такі людські якості професора Пушкіна як: відкритість, чуйність і однакове спілкування з людьми, незалежно від їх статусу. Ректор ХНУВС Д. В. Швець підкреслював, що, крім того, що Олександр Пушкін був «класиком української цивілістики» і зміг багато домогтися в цій галузі права, він був людиною відкритою «доброзичливою, порядною і при цьому відрізнявся принциповістю і самостійністю власних позицій і оцінок».

## Науково-педагогічна діяльність
Олександр Анатолійович Пушкін займався дослідженням різних питань, пов'язаних з цивільним правом. Зокрема, його цікавили такі питання як: управління промисловістю, вчення про юридичних осіб та правовідносини які виникають в сімейному і житловому праві. Він є основоположником наукової школи, яка досліджує правосуб'єктність юридичних осіб та вчення про цивільні правовідносини. О. Н. Ярмиш, схарактеризув його як одного з найвидатніших вітчизняних цивілістів.
Як відмічали укладачі видання «Страницы харьковской цивилистики», хоча Олександр Пушкін, як і всі радянські правознавці, описував у своїх роботах соціалістичний погляд на правову державу, він «не зловживав декларативними прийомами та посиланнями на керівну роль держави у процесі правового регулювання». Олександр Пушкін мав різносторонні наукові інтереси до кожного з яких він підходив з прискіпливістю та ретельністю. Так у своїх дослідженнях загальних питань теорії цивільного права Олександр Анатолійович приділяв велику увагу суб'єктам цивільного права і їх правосуб'єктності. Він займався розвитком теоретичної бази для реалізації прав суб'єктів господарської діяльності, зокрема у приватноправовій сфері, хоча не забував про тогочасний основний суб'єкт правовідносин — державу та її органи. Правознавцями відзначається внесок Олександра Пушкіна у дослідження співвідносин об'єктивного та суб'єктивного цивільних прав, науковець особливо підкреслював, що ці поняття не є тотожними. На його думку, правові відносини, елементами яких є суб'єктивні права, є формою існування виробничих відносин, тому вони повинні виводитися саме з виробничих відносин, тоді як норми об'єктивного права тільки оформлюють правові відносини. Також Олександр Пушкін заперечував можливість існування суб'єктивних прав поза правовідносинами.
Під час панування у СРСР позитивістського напряму у праві, Олександр Пушкін дотримувався інших поглядів. Так він вважав, що першорядне значення мають потреби реального життя, що складаються в суспільстві, а не законодавчі розпорядження. Він продовжував критикувати позитивістський підхід і за часів незалежності, свою останню доповідь на цю тему він прочитав на конференції у 1995 році, за кілька років до смерті. Вважається, що з часом його погляди стали теоретичною частиною бази для перетворення України з радянської республіки у правову державу. Як зазначено у виданні «Страницы харьковской цивилистики», Олександр Пушкін був одним з науковців які формували «сучасні доктринальні підходи до розуміння основних цивільноправових явищ». Коли у середині 1980-х років у Радянському союзі велися дискусії щодо реформування системи освіти, Олександр Пушкін у співавторстві зі своїм учнем Ісаєм Краськом опублікували статтю «О преподавании специальных дисциплин в юридических вузах», де вони виступили за «фундаментальне теоретичне викладання правових дисциплін у юридичних вишах». Також автори підкреслювали, що необхідно звертати уваги на потреби сучасної юридичної практики. У своїй статті Пушкін та Красько виступили проти ініціативи московського правознавця Валентина Мартем'янова виключити з обігу такі «застарілі» терміни як комітенти, комісіонери, поклажодавці тощо. Харківські вчені довели важливість збереження усталених понять «якими користувалися багато поколінь юристів у минулому, не позбавлені свого значення сьогодні і здатні обслуговувати потреби науки та практики в майбутньому».
Олександр Анатолійович був автором/співавтором від 200 наукових праць до близько 300, основними серед яких були: підручники «Радянське цивільне право» (рос. Советское гражданское право; 1977/8 і 1983/4, у двох томах, у співавторстві), «Радянське сімейне право» (рос. Советское семейное право; 1982) і «Цивільне право України» (рос. Гражданское право Украины; 1992, у співавторстві), «Цивільне право України: Підручник» (рос. Гражданское право Украины: Учебник; 1996), а також монографія «Чинне законодавство про шлюб і сім'ю» (рос. Действующее законодательство о браке и семье; 1972 і 1974, у співавторстві).
За даними джерел Національного юридичного університету імені Ярослава Мудрого, Пушкін підготував 20 кандидатів юридичних наук, водночас Олександр Бандурка стверджував, що Пушкін був науковим керівником більш ніж у 30 кандидатів юридичних наук і науковим консультантом у восьми докторів юридичних наук. Серед вчених які захистили під його науковим керівництвом кандидатські дисертації були: В. І. Борисова (1980), І. І. Влас (1994), В. І. Жуков (1976), В. П. Жушман (1981), Ю. І. Зіоменко (1970), Л. П. Конєв (1973), І. Ю. Красько (1966), В. Н. Леженін (1989), О. М. Ломоносова (1970), В. Л. Мусіяка (1976), А. І. Потеряйко (1980), А. А. Ромащенко (1978), В. В. Сунцов (1986), Д. Ф. Швецов (1972) і Д. Б. Якуб (1970). Також він виступав офіційним опонентом на захисті кандидатських і докторських дисертацій у таких вчених як: Є. В. Богданов (1993), М. М. Васильченко (1953), В. І. Давидов (1974), В. В. Луць (1975), Л. В. Лушпаєва (1994), О. М. Немков (1964), Л. Я. Носко (1955), В. В. Овсієнко (1972), І. Г. Побірченко (1971), І. П. Сафронова (1979), О. А. Сурженко (1992).
У 1984 році за виданий роком раніше підручник для вищих навчальних закладів «Радянське цивільне право», його автори В. П. Маслов, О. А. Пушкін, В. К. Попов, М. Й. Бару, Ч. Н. Азімов, Д. Ф. Швецов, Ю. І. Зіоменко і В. С. Шелестов були нагороджені Державною премією Української РСР в галузі науки і техніки.

## Нагороди та пам'ять
Олександр Анатолійович Пушкін був удостоєний таких нагород:
- орден Вітчизняної війни I ступеня (6 листопада 1985)[47]
- орден Трудового Червоного Прапора
- орден Червоної Зірки (24 квітня 1945)[6]
- медаль «За відвагу» (22 липня 1944)[48]
- медаль «За перемогу над Німеччиною у Великій Вітчизняній війні 1941—1945 рр.»[49]
- Державна премія Української РСР в галузі науки і техніки (11 грудня 1984)[50]
- почесне звання «Заслуженого юриста України» (10 грудня 1994)[14]
- почесна грамота Президента України

### Коментар
1. ↑  У джерелах також зустрічається назва «Цивільно-правові форми управління промисловістю в СРСР»[5][11].